# Silvia Francia
Silvia Francia (* 1961 in Genf) ist eine Schweizer Illustratorin, Plakatkünstlerin und Kunstlehrerin.

## Leben und Werk
Silvia Francia besuchte von 1981 bis 1985 die École des Arts Appliqués (heute Centre de formation professionnelle arts) in Genf. An der Schule unterrichtete sie von 1993 bis 2002. Silvia Francia eröffnete 1985 ihr eigenes Atelier und arbeitete als Illustratorin. 1988 absolvierte sie Weiterbildungen bei der International Advertising Association sowie an der SAWI in Lausanne. 1995 war sie ein Gründungsmitglied des Studios «bldvr création» in Carouge. 
1996 veröffentlichte sie das Kinderbuch Les vacances de Roberta, 1998 La rentrée de Roberta und 2003 Roberta fait du ski. Insbesondere ihre Kulturplakate wurden wiederholt ausgezeichnet und in Fachzeitschriften publiziert. Eine langjährige Zusammenarbeit verbindet sie mit dem Théâtre des Marionettes de Genève. Silvia Francia ist regelmässig Gastdozentin an der Haute école dʼart et de design (HEAD) in Genf sowie Expertin bei den Abschlussprüfungen zur Erlangung des eidgenössischen Fähigkeitszeugnisses.